# Hamearis nana
Hamearis nana är en fjärilsart som beskrevs av Stephens 1924. Hamearis nana ingår i släktet Hamearis och familjen Riodinidae. Inga underarter finns listade i Catalogue of Life.